# Philosophie der Zeit

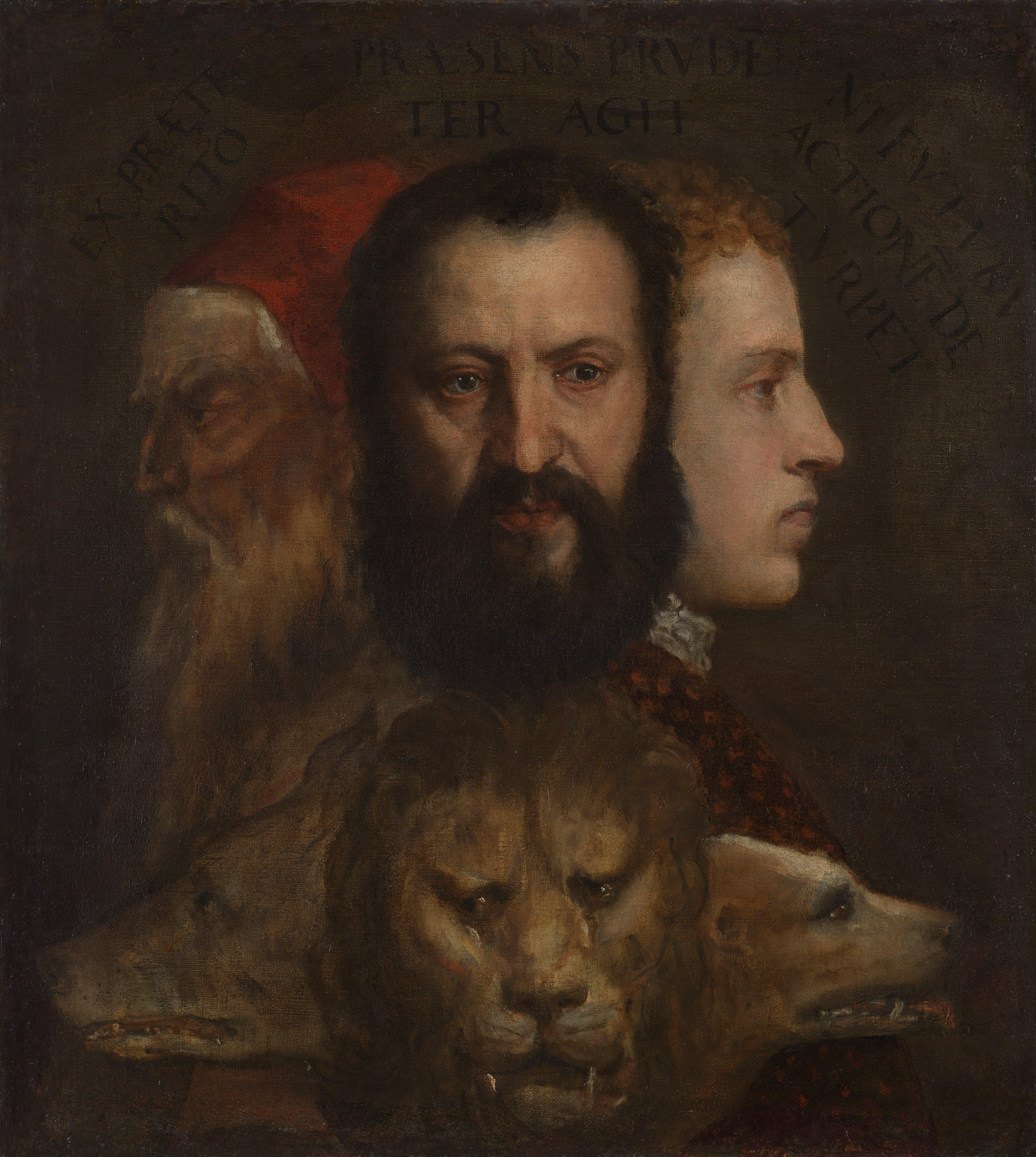
Tizian, „Allegorie der Zeit“ – allegorische Darstellung des Verhältnisses von Vergangenheit, Gegenwart und Zukunft und der Lebensalter: Der Greis (Vergangenheit) blickt zurück, der Jüngling (die Zukunft) nach vorne; nur der Mann (die Gegenwart) hat sein Gesicht dem Betrachter zugewandt.

Das Wort Zeit bezeichnet in der Philosophie die vom menschlichen Bewusstsein wahrgenommene Form der Veränderungen oder der Abfolge von Ereignissen. Diese Veränderungen begründen den Eindruck einer „Richtung der Zeit“. Bestimmungen des Wesens der Zeit wurden von Philosophen wie etwa Platon, Aristoteles, Augustinus, Leibniz, Kant oder Bergson in unterschiedlicher Weise vorgenommen.

## Allgemein
Unsere Alltagserfahrung lässt uns vermuten, dass Zeit auch unabhängig von bewusst wahrgenommenen Objekten und ihrer Veränderlichkeit existiert. Das Problem der Zeitvorstellung war deshalb schon immer mit der Frage verknüpft, ob sie erst durch eine spezielle Anschauung im menschlichen Bewusstsein 'erschaffen' wird oder unabhängig davon objektiv gegeben ist. Die Beantwortung dieser Frage war jahrtausendelang ausschließlich eine Angelegenheit der Philosophie, Theologie und Mystik. Wichtige Erkenntnisse dazu erbringen mittlerweile aber auch die Physik, Astronomie, Neurologie, Chronopsychologie, Chronobiologie und andere Wissenschaften.
Allerdings ist schon die Bedeutung des Begriffs der 'Existenz' in Bezug auf die Zeit (demnach die 'Existenz der Zeit') fraglich und problematisch. Neuere Erkenntnisse der Hirnforschung, Molekularbiologie und Psychologie legen den Schluss nahe, dass Wahrnehmung, Gedankenprozesse, Erinnerung (Psychologie), 'Zeitgefühl' und Bewusstsein im Menschen so eng miteinander verknüpft sind, dass sie im Vorgang des Erlebens normalerweise nicht getrennt werden können. 'Zeitgefühl', Gedanken und das menschliche Bewusstsein erscheinen also nur gemeinsam. In einer subjektivistischen Auffassung würden dann Zeit und Zeitgefühl eng zusammenrücken. Die Vorstellung einer 'objektiven Zeit' bestünde hier dann nur in der Vorstellung einer Identität, die auf Erinnerungen basiert und nach Sicherheit und Kontinuität strebt.

## Geschichte
In der Antike haben sich u. a. die Philosophen Heraklit, Platon, Aristoteles und Augustinus mit dem Begriff der Zeit befasst.
Heraklits Flussbild, in dem alles fließt (panta rhei), steht als Metapher für die Zeit. Unwandelbare periodische Übergänge von Tag und Nacht, also die Beständigkeit des Flusslaufes, und die Dynamik seines Fließens stehen als die Einheit der Gegensätze.
Die ersten systematischen Gedanken über die Zeit sind uns von Platon überliefert. Für ihn sind nur die ewigen Ideen das eigentlich Seiende (Ideenlehre). Die Formen, die uns in Raum und Zeit erscheinen, sind dagegen nur bewegte Abbilder davon. Er verschiebt damit die Frage nach der Zeit auf die Frage nach dem Sein. Zeit ist bei ihm nur noch ein Ausdruck, ein Abbild der Ewigkeit, des ewigen Seins.
Für Aristoteles ist der Zeitbegriff untrennbar an Veränderungen gebunden. Veränderungen geschehen in der Zeit, aber von der Zeit selbst gilt das nicht. Sie selbst ist keine Bewegung, sondern das Maß jeder Bewegung. „Wir messen nicht nur die Bewegung mittels der Zeit, sondern auch mittels der Bewegung die Zeit und können dies, weil sich beide wechselseitig bestimmen“ (Phys. IV 12, 220b 14–16). Er geht aber nicht so weit, die Zeit auf eine reine Maßeinheit im modernen Sinn zu reduzieren. So war Aristoteles der Auffassung, dass sich die Zeit in unendlich viele Zeitintervalle einteilen lässt. Damit hat er die Vorstellung eines Kontinuums von Raum und Zeit vertreten. Obwohl es heutzutage Überlegungen in Richtung einer diskreten Struktur der Zeit gibt, werden diese Kontinuumstheorien bis heute der Physik zugrunde gelegt.
Nach Augustinus’ Confessiones sind Vergangenheit und Zukunft nur Erinnerungen bzw. Erwartungen in der Gegenwart. Wir könnten das Ewige nur in der Erscheinungsform des Nacheinander erfassen. Wie bei Aristoteles ist bei Augustinus Zeit (und Raum) untrennbar von der Welt und den Veränderungen, sie „entstand“ erst durch die Schöpfung, d. h. Gottes Erschaffung der Welt. Die Zeit (und der Raum) existiert insbesondere im geschöpflichen, d. h. vor allem im menschlichen Bewusstsein. Für Gott ist dagegen alles eine Gegenwart. Bei Augustinus erfolgt auch erstmals eine Unterscheidung zwischen einer physikalisch exakten Zeit, die mit Hilfe von Zeitmessgeräten bestimmt wird, und einer psychologisch-erlebnisbezogenen Zeit, die Zugang zu subjektiven und alltäglichen Interpretationen findet. Rüdiger Safranski nennt das 11. Kapitel von Augustinus’ Confessiones den „Grundtext der abendländischen Zeitreflexion“. Auch im Buch VI seiner Schrift de musica stellt Augustinus seine Überlegungen zum Zeitbegriff ausführlich dar.
Für Isaac Newton bilden die Zeit und der Raum die „Behälter“ für Ereignisse, sie sind für ihn ebenso real und mit Eigenschaften ausgezeichnet wie die Objekte. Er definierte die Zeit mit den Worten: „Zeit ist, und sie tickt gleichmäßig von Moment zu Moment.“ Im Gegensatz dazu hat Leibniz behauptet, dass Zeit und Raum nur gedankliche Konstruktionen sind, um die Beziehungen zwischen Ereignissen zu beschreiben. Aus seiner Sicht gibt es damit kein „Wesen“ und keinen Fluss der Zeit. Er definiert die Zeit so: „Die Zeit ist die Ordnung des nicht zugleich Existierenden. Sie ist somit die allgemeine Ordnung der Veränderungen, in der nämlich nicht auf die bestimmte Art der Veränderungen gesehen wird.“.
Innerhalb der Wissenschaft hat sich Newtons Auffassung durchgesetzt. Der große Vorteil davon ist die Möglichkeit, Zeit und Raum unabhängig von einem realen Bezugspunkt und ohne konkreten Beobachter beschreiben zu können. Ernst Mach hat den idealisierten Modellcharakter einer solchen Abstraktion kritisiert und gefolgert, dass alle Dinge und Prozesse nur voneinander abhängig sind und nicht von einer „transzendenten“ Zeit. Für die moderne Physik ist die Krümmung des Objektes „Raumzeit“ nicht verschieden von Eigenschaften wie Masse oder Ausdehnung eines beliebigen anderen Objektes.
Für Immanuel Kant ist die Zeit ebenso wie der Raum eine „reine Anschauungsform“ und zwar die des inneren Sinnes. Sie ist unser Zugang zur Welt, gehört also zu den subjektiv-menschlichen Bedingungen der Welterkenntnis und ist somit die besondere Form, die das menschliche Bewusstsein den Sinneseindrücken verleiht. Wir können uns aus unserer Erfahrung die Zeit nicht wegdenken, da sie eben selbst eine Art und Weise unserer Anschauung (Wahrnehmung) ist. Zwar kommt sie nicht einer – wie auch immer gearteten – Welt an sich zu, dennoch wird der Zeit eine empirische Qualität zugeschrieben. So werden Zeitmessungen benutzt, um zu quantifizieren, wie weit entfernt Ereignisse voneinander stattfinden.
Søren Kierkegaards Beschäftigung mit dem Augenblick wurde ein in der Philosophie einflussreiches Konzept.
In seinem Hauptwerk „Sein und Zeit“ betrachtet Martin Heidegger die Zeitlichkeit als die zutiefst das Menschsein prägende Wirklichkeit. Die menschliche Existenz, das Dasein wird von Heidegger verstanden als faktisches Schon-sein-in der Welt, das durch seine Ausrichtung auf die Zukunft (Sich-vorweg-Sein) im Ergreifen der eigenen Möglichkeiten sein eigenes Seinkönnen bestimmt. Die Stimmung der Angst erschließt dem Menschen sein In-der-Welt-sein: der Mensch kommt ohne sein eigenes Hinzutun in die Existenz und hat diese nun zu übernehmen, indem er Entscheidungen trifft. Das Ende alles Ergreifens von Möglichkeiten stellt der Tod dar. Angesichts des Todes ergibt sich für den Menschen ein endlicher Entscheidungsspielraum. Es ist daher für Heidegger die Zeitlichkeit des konkreten Daseins, das in seiner Existenz für sich und andere sorgt und aus welcher sich erst die rechnerische Zeit ergibt. Dasein rechnet mit Zeit, weil es in seiner eigenen Endlichkeit für sich Sorge zu tragen hat. Zu einer wirklichen Ausarbeitung des Begriffs der Zeit aus der Zeitlichkeit des Daseins kommt es jedoch in dem Fragment gebliebenen Werk „Sein und Zeit“ nicht mehr.

In Jean-Paul Sartres Hauptwerk von 1943 Das Sein und das Nichts kommt phänomenologisch betrachtet dem An-sich-sein wie bei Heidegger weder Zeitlichkeit noch Räumlichkeit zu.
Die neuere Philosophie geht inzwischen von einer Unterscheidung absoluter Zeit-Bestimmungen (sog. A-Reihe, z. B. vergangen, gegenwärtig, zukünftig), wie bei Augustinus, und relativer Zeit-Bestimmungen (sog. B-Reihe, z. B. früher als, gleichzeitig, später als), wie bei Kant und den modernen Naturwissenschaften, aus. Aufbauend auf diesen Zeitreihen hat John McTaggart die Unwirklichkeit der Zeit gelehrt. Seine Ausführungen sollen zeigen, dass jede Veränderung als eine Bewegung von Ereignissen von der Zukunft zur Gegenwart in die Vergangenheit beschrieben werden kann. Diese Veränderungen seien aber weder Teil der Ereignisse, noch eine Relation zwischen ihnen. Er kommt zu dem Schluss, dass auch die Zeitreihen selbst, in denen die Veränderungen stattfinden, nicht existieren.
Nachdem mit Hilfe der Philosophie der Sprache Argumente dafür geliefert wurden, dass Begriffe der einen Zeitreihe nicht in Begriffe der anderen übersetzt werden können, gibt es demnach drei mögliche Versionen für die Begründung der B-Reihe (tenseless theory; beinhaltet keine indexikalische Zeitbestimmung): eine zeichenanalytische (token-reflexive), eine Version auf Basis der Zeitpunkte (date version) und eine neuere Version der Satztypen (sentence-type).
Neben den in der sprachanalytischen Tradition stehenden Auseinandersetzungen mit dem Thema 'Zeit' gibt es auch in der an Kant anknüpfenden Transzendentalphilosophie einschlägige Bemühungen. So versucht etwa Peter Rohs die Philosophie Kants mit der Spinozas in Form einer Feldtheorie der Zeit zu verknüpfen, während Karl Czasny die Frage untersucht, unter welchen Bedingungen wir jeweils denken, dass zwei Ereignisse nacheinander bzw. nebeneinander stattgefunden haben. Er entwickelt zur Beantwortung dieser Frage ein Gedankenexperiment und stößt bei dessen Analyse auf eine versteckte Komplementarität zwischen dem Erfahren von zeitlichen bzw. räumlichen Relationen und dem jeweiligen Erleben des eigenen Bewegungszustands.

## Zeitbewusstsein
Zeitbewusstsein ist ein Bewusstseinszustand, in dem die Welt und das eigene Leben in einem zeitlich abstrakten Rahmen erfahren wird.

### Entwicklung
Der Zeitbegriff ist als eine spezifisch menschliche Vorstellung stark an die menschliche Form des Bewusstseins gebunden und nach gängiger Auffassung durch die Evolution entstanden. Tiere können zwar in ihrem Verhalten auf vergangene oder zukünftige Ereignisse Bezug nehmen. Es gibt aber keine Anhaltspunkte dafür, dass sie eine Vorstellung von Vergangenheit oder Zukunft selbst haben. Stephen Jay Gould beschreibt die unterschiedlichen Lebenszyklen der Tiere (Lebenszeit und Lebensgeschwindigkeit), wenn man sie relativ zu ihrer physischen Größe und nicht zu einer absoluten Zeit betrachtet, als „erstaunlich gleichmäßig“.
Das Zeitbewusstsein entwickelt sich beim Kind in einem mehrstufigen Prozess. Der Säugling lebt noch vollständig in der Gegenwart. Nach Heinrich Roth entwickelt sich das Zeitbewusstsein von der „Phase des naiven Zeiterlebens“ beim Kleinkind, über die „Phase des Zeitwissens“, die ab dem Schulalter beginnt, hin zur „Phase der Zeiterfahrung und Zeitreflektion“.

### Chronobiologie
In der Chronobiologie gilt das Zeitgefühl als ein Produkt von neuronalen Aktivitäten und Stoffwechselvorgängen. Der Zeitbegriff in der Biologie basiert auf rhythmischen, periodischen Abläufen in der Natur und den Lebewesen. Der Physikochemiker Ilya Prigogine postuliert eine Eigenzeit für jedes Lebewesen, die durch zyklische Prozesse „selbst“ erzeugt wird. So würden alle Eindrücke, die das Gehirn verarbeitet, über eine Periode von 30 bis 40 Millisekunden „gesammelt“ und als ein Ereignis interpretiert. Der Eindruck eines stetigen Übergangs der Ereignisse werde dagegen mit der Integration dieser Informationen in der so genannten Gegenwartsdauer von drei Sekunden in Verbindung gebracht. Diese „Gegenüberstellung“ von Ereignissen in der Gegenwartsdauer erzeuge eine Vorstellung von Vergangenem und Zukünftigem und bildet so das Gefühl von einem „Fließen der Zeit“. Auch der Eindruck eines linearen Ablaufs aller Ereignisse werde von diesen Prozessen erzeugt.
Aus der Existenz dieser „Systemzustände“ kann aber keine Aussage über das Leib-Seele-Problem, also ob das Bewusstsein ausschließlich eine Folge neuronaler Prozesse ist oder auch unabhängig vom Gehirn existiert, abgeleitet werden. Sie scheinen aber zu bewirken, dass Ereignisse (Gedanken oder Wahrnehmungen) und das Bewusstsein von ihnen in der Entstehung nicht zu trennen sind.
Es existieren auch Tagesrhythmen auf biologischer Basis, die das Gefühl von Zeitdauer in einem größeren Rahmen erzeugen. Ein Zeitbewusstsein, das durch die Funktion des Langzeitgedächtnisses vermittelt wird, führt letztlich zum Bewusstsein für Identität.

### Identität
Identitätsbewusstsein basiert auf einer Selbstwahrnehmung, die zwischen Ich und Nicht-Ich trennt. Alles bewusst Erlebte wird vom Erlebenden auf eine subtile Weise getrennt. Auch die Zeit wird aus der Position eines unveränderlichen „Außenstehenden“ erfahren. Ebenso setzt ein Identitätsbewusstsein Erinnerungen voraus, die sich im Gedächtnis gebildet haben. Es definiert sich beim Menschen somit normalerweise als ein Zeitbewusstsein. Vergangenheit ist als begriffliche Größe in Form von Erinnerungen und Urteilen zumindest unbewusst ständig gegenwärtig. Ähnliches gilt auch für Wunschvorstellungen, die auf die Zukunft gerichtet sind.

### Gegenwartsbewusstsein
Von Zeit und Zeiterfahrung zu sprechen, ergibt vor diesem Hintergrund nur Sinn, wenn man sie im Zusammenhang mit einer spezifisch menschlichen Form des Bewusstseins betrachtet.

### Zeitbewusstsein und Seele
In der Tradition der Philosophia perennis argumentiert der Realismus, dass ein Identitäts- und Zeitbewusstsein nur dann möglich ist, wenn der menschlichen Wahrnehmung und Erkenntnis eine immaterielle, nicht-zusammengesetzte Substanz zugrunde liegt. Diese wird geistige Seele oder kurz Geist genannt. Der Geist garantiere die Kontinuität und Identität der jeweiligen menschlichen Person, obwohl der Leib aufgrund des Stoffwechsels im Laufe des Lebens mehrfach vollständig „ausgetauscht“ wird. Ebenso sei es nur durch den in gewisser Weise unveränderlichen Geist möglich, Veränderungen wahrzunehmen, über Veränderungen bzw. Zeit nachzudenken und sie als solche zu erkennen.
Plotin beschreibt die Möglichkeit in einen Zustand der Zeitlosigkeit einzutreten. Dieser ist bei ihm durch völlige Selbsterkenntnis, Gegenwärtigkeit und das Loslassen von Wünschen und Zukunftsvorstellungen gekennzeichnet. Ewigkeit ist für ihn eine raum- und zeitlose Gleichzeitigkeit. Ähnliche Aussagen finden sich in vielen Schriften von Theologen, Mystikern und der Philosophia perennis wieder. Um die „Gottesgeburt in der Seele“ zu verwirklichen, so lehrt Meister Eckhart, muss man die Vorstellung von Zeit aus dem alltäglichen Leben entfernen. Die Erfahrung der Zeitlosigkeit erfordere die Aufgabe der Identifikation mit Sinneswahrnehmungen, und in einem gewissen Sinne auch mit dem Verstand bzw. Wissen, mithin den Grundlagen der Alltagserfahrung und Wissenschaften.
Als konkreten Weg dahin empfiehlt der „Philosophenkaiser“ Marc Aurel das Nachdenken über den Tod. Meister Eckhart lehrt unter anderem die Übung der Achtsamkeit, betont dabei aber, dass das Einüben dieses Bewusstseinszustandes gewöhnlich nur durch langjährige Übung erreicht wird und vergleicht es mit dem Erlernen von Lesen und Schreiben. In traditionellen östlichen Weisheitslehren wie dem Zen-Buddhismus haben diese Übungen eine lange klösterliche Tradition. Hier wird der Wechsel des Identitätsbewusstseins vom Zeitbewusstsein in das Gegenwartsbewusstsein in verschiedenen Abstufungen beschrieben, letztlich aber als eine Erleuchtungserfahrung bezeichnet. Aber auch im islamischen Sufismus werden ähnliche Anweisungen für den „Weg der Derwische“ gegeben. Einig sind sich alle Traditionen darin, dass der Mensch grundsätzlich die Anlage besitzt, im Gegenwartsbewusstsein zu leben.
Voltaire lehnte in einem seiner Lettres philosophiques diese transzendentale Auslegung des Bewusstseins des Zeitflusses ab, weil sie ohne Rückgriff auf voraufklärerische, religiös-mystische Argumentation kaum zu begründen sei. Alleine durch die Reinheit und Klarheit des Denkens und durch Selbstreflexion der Veränderung der Bewusstseinsinhalte sei es jedoch möglich, sich die Bedeutung der Zeit zu vergegenwärtigen.
Durch die Fülle und Ähnlichkeit der Traditionen und Schriften dazu lässt sich das Phänomen der mystischen Erfahrung der Zeitlosigkeit zwar phänomenologisch gut beschreiben, eine objektive Deutung gestaltet sich aber schwierig. Aus psychoanalytischer Sicht ist es entweder eine Regression, ein Rückfall in archaische Bewusstseinszustände oder eine Bewusstseinsprogression. Für letzteres spricht die Klarheit und Gelassenheit, mit der die Erfahrung der Zeitlosigkeit einhergeht. Einen theoretischen Rahmen zur Beschreibung und Einordnung versucht die transpersonale Psychologie zu erstellen. Einige moderne Mystiker gehen sogar so weit, im Gegenwartsbewusstsein eine neue Evolutionsstufe des Menschen zu sehen.
Was der Zustand des Gegenwartsbewusstseins aber physiologisch bedeuten soll, ist in der Wissenschaft noch größtenteils ungeklärt. Da hier die persönliche Erfahrung im Vordergrund steht, bleibt es fraglich, inwieweit sich die modernen empirischen Wissenschaften überhaupt eignen, mehr als nur deskriptive und statistische Aussagen darüber machen zu können.